# Rudolf Schefold
Rudolf Schefold (* 30. August 1929) ist ein ehemaliger deutscher Fußballspieler.

## Karriere
Schefold kam über den 1. SSV Ulm und den SC Geislingen zu den Stuttgarter Kickers und  spielte ab 1956 drei Jahre lang für die erste Mannschaft der Blauen. Er absolvierte 54 Punktspiele in der Oberliga Süd und 27 Punktspiele in der 2. Oberliga Süd. 1959 wechselte Schefold zum 1. FC Pforzheim, wo er ebenfalls noch drei weitere Spielzeiten aktiv war.